# Campeonato Europeo de Halterofilia de 1935
El XXVI Campeonato Europeo de Halterofilia se celebró en París (Francia) entre el 9 y el 10 de noviembre de 1935 bajo la organización de la Federación Europea de Halterofilia (EWF) y la Federación Francesa de Halterofilia.

## Medallistas
| Evento   | Oro                          | Plata                              | Bronce                               |
| -------- | ---------------------------- | ---------------------------------- | ------------------------------------ |
| 60 kg    | Max Walter Alemania 297,5    | Georg Liebsch Alemania 295,0       | Anton Richter · Austria · 285,0      |
| 67,5 kg  | Karl Jansen Alemania 325,0   | Robert Fein · Austria · 322,5      | René Duverger Francia 312,5          |
| 75 kg    | Rudolf Ismayr Alemania 360,0 | Heinrich Gottschalk Alemania 345,0 | Regis Lepreux Francia 330,0          |
| 82,5 kg  | Louis Hostin Francia 370,0   | Eugen Deutsch Alemania 357,5       | Fritz Haller · Austria · 340,0       |
| +82,5 kg | Josef Manger Alemania 395,0  | Ronald Walker Reino Unido 382,5    | Václav Pšenička Checoslovaquia 382,5 |

1. 1 2 3  Fuerza (kg) + arrancada (kg) + dos tiempos (kg) = TOTAL (kg)

## Medallero
| Núm. | País           | Oro | Plata | Bronce | Total |
| ---- | -------------- | --- | ----- | ------ | ----- |
| 1    | Alemania       | 4   | 3     | 0      | 7     |
| 2    | Francia        | 1   | 0     | 2      | 3     |
| 3    | Austria        | 0   | 1     | 2      | 3     |
| 4    | Reino Unido    | 0   | 1     | 0      | 1     |
| 5    | Checoslovaquia | 0   | 0     | 1      | 1     |
|      | TOTAL          | 5   | 5     | 5      | 15    |